# Blackburn Rovers Women Football Club
Il Blackburn Rovers Women Football Club, meglio noto come Blackburn Rovers Women o semplicemente Blackburn Rovers, è una squadra di calcio femminile inglese, sezione femminile dell'omonimo club, con sede a Blackburn. Milita nella Women's Super League 2, seconda serie del campionato inglese.
Durante la sua storia sportiva ha disputato la FA Women's Premier League National Division, l'allora primo livello del campionato inglese, per cinque stagioni consecutive, dal 2005-06 al 2010-11.

## Storia
La squadra femminile venne creata nel 1991 sotto la supervisione del community department del Blackburn Rovers Football Club. Nel 1998 la squadra raggiunse la Northern Combination League. Nel 2003, dopo che la base era stata spostata al centro di allenamento della squadra maschile a Brockhall Village, la squadra vinse prima la Lancashire Cup e poi la Northern Combination League vincendo tutte le partite del campionato. Nel 2006 giunse la vittoria della Lancashire Cup e della Northern Division della FA Women's Premier League, con la conseguente promozione nella FA Women's Premier League National Division, l'allora massima serie del campionato inglese. Il Blackburn Rovers Ladies rimase nella National Division per cinque stagioni consecutive, ottenendo il miglior piazzamento alla prima partecipazione nella stagione 2006-07 con un sesto posto. Nel 2010 il Blackburn Rovers e il Watford furono le uniche due società delle 12 che avevano concluso la stagione di National Division a non richiedere l'ammissione alla neonata FA Women's Super League. In particolare, la società decise di non presentare domanda perché non ancora pronta a soddisfare i requisiti richiesti per l'ammissione. Nelle sette stagioni successive la squadra partecipò alla Northern Division della Premier League.

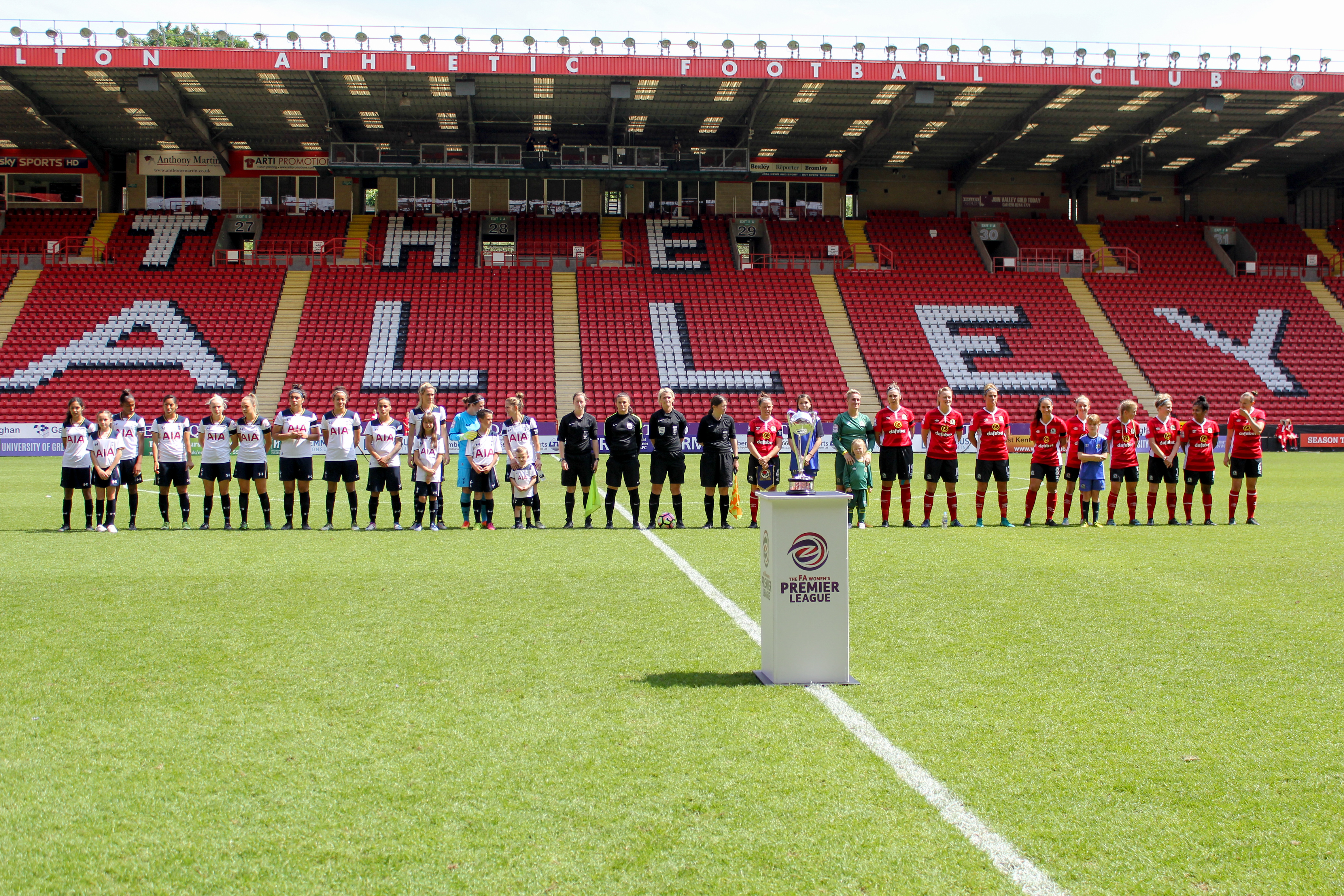
Le formazioni di Blackburn Rovers e Tottenham schierate prima dello spareggio di Premier League il 28 maggio 2017.

Nelle stagioni 2016-17 e 2017-18 concluse la Northern Division al primo posto, guadagnando l'accesso alla finale contro la vincitrice della Southern Division per il titolo di Premier League e per l'accesso alla FA Women's Super League 2: in entrambe le occasioni perse la finale, prima contro il Tottenham e poi contro il Charlton Athletic. Nella stagione 2018-19, al terzo tentativo, il Blackburn Rovers vinse prima la Northern Division e poi il play-off contro il Coventry Utd, ottenendo l'accesso alla FA Women's Championship. Il 20 giugno 2023 la società comunicò il cambio di denominazione in Blackburn Rovers Women Football Club. Nella stagione 2023-24 la squadra ottenne col sesto posto il suo miglior piazzamento in Women's Championship, nonché il punteggio più alto e il maggior numero di reti realizzate.

## Palmarès
- FA Women's Premier League Northern Division: 1

2005-2006
- FA Women's Premier League: 1

2018-2019

## Organico

### Rosa 2019-2020
Rosa, ruoli e numeri di maglia estratti dal sito societario aggiornati all'8 dicembre 2019.
| N. |                             | Ruolo | Calciatrice       |
| -- | --------------------------- | ----- | ----------------- |
| 1  | Inghilterra (bandiera)      | P     | Fran Stenson      |
| 2  | Inghilterra (bandiera)      | D     | Chelsey Jukes     |
| 3  | Inghilterra (bandiera)      | D     | Alex Taylor       |
| 5  | Inghilterra (bandiera)      | D     | Kelsey Pearson    |
| 6  | Inghilterra (bandiera)      | C     | Jessica Holbrook  |
| 7  | Inghilterra (bandiera)      | C     | Lauren Davies     |
| 8  | Inghilterra (bandiera)      | C     | Natasha Fenton    |
| 9  | Inghilterra (bandiera)      | A     | Saffron Jordan    |
| 10 | Inghilterra (bandiera)      | A     | Natasha Flint     |
| 11 | Inghilterra (bandiera)      | A     | Rhema Lord-Mears  |
| 12 | Inghilterra (bandiera)      | D     | Kayleigh McDonald |
| 13 | Inghilterra (bandiera)      | P     | Danielle Hill     |
| 14 | Irlanda del Nord (bandiera) | C     | Louise McDaniel   |

| N. |                             | Ruolo | Calciatrice      |
| -- | --------------------------- | ----- | ---------------- |
| 15 | Inghilterra (bandiera)      | C     | Lauren Thomas    |
| 16 | Inghilterra (bandiera)      | A     | Sophie Charlton  |
| 17 | Irlanda del Nord (bandiera) | D     | Kelsie Burrows   |
| 18 | Inghilterra (bandiera)      | C     | Danielle Whitham |
| 19 | Inghilterra (bandiera)      |       | Millie Robertson |
| 21 | Irlanda del Nord (bandiera) | P     | Lauren Perry     |
| 22 | Inghilterra (bandiera)      | D     | Serena Fletcher  |
| 23 | Inghilterra (bandiera)      | A     | Carra Jones      |
| 27 | Inghilterra (bandiera)      | C     | Megan Dykes      |
| 28 | Inghilterra (bandiera)      | D     | Charlotte Redman |
| 30 | Inghilterra (bandiera)      | C     | Ria Montgomery   |
| 37 | Inghilterra (bandiera)      | D     | Ellie Stewart    |
|    | Inghilterra (bandiera)      | P     | Libby Finn       |